# Opaczne (przełęcz)
Opaczne (879 m) – przełęcz w Paśmie Jałowieckim, które w regionalizacji fizycznogeograficznej Polski według Jerzego Kondrackiego zaliczane jest do Beskidu Makowskiego, w nowszej regionalizacji z 2018 roku do Beskidu Żywiecko-Orawskiego, a w najszerszym ujęciu do Beskidu Żywieckiego.
Przełęcz znajduje się pomiędzy szczytami Jałowca (1111 m) i Babiarzówki (890 m), tuż po zachodniej stronie tego ostatniego. Mapa Geoportalu pomiędzy Jałowcem a przełęczą Opaczne podaje jeszcze szczyt Opaczne z wysokością 912,6 m, ale nie jest to szczyt, a tylko zmiana nachylenia grani, która w tym miejscu z łagodnej przechodzi w bardziej stromą.
Grzbietem przez przełęcz Opaczne biegnie granica między miejscowościami Stryszawa i Zawoja, obydwie w powiecie suskim, województwie małopolskim. Na południowy zachód, poniżej przełęczy, na wysokości 850 m, znajdowało się schronisko turystyczne „W Murowanej Piwnicy” na Opacznem”. W rejonie przełęczy jest niewielka polanka, z której widoki są ograniczone. Dużo szersze widoki natomiast rozciągają się z położonej na jej stokach polany ze schroniskiem Opaczne. Na polanie tej znajduje się najwyżej położone w całym Paśmie Jałowieckim osiedle Opaczne z kilkoma gospodarstwami, które zostały zamienione na domki letnie. Jest to jedna z niewielu osad w Polsce nie posiadających prądu elektrycznego. Wybudowano tutaj w 1989 r. elektrownię wiatrową, która jednak z powodu błędnego wykonania nie działa i niszczeje.

## Szlaki turystyczne
przełęcz Przysłop – Kiczora – Arcygłówka – Solnisko – Kolędówki – Kolędówka – Babiarzówka – Opaczne – Jałowiec – Czerniawa Sucha – Lachów Groń – Koszarawa. Czas przejścia 6 h, ↓ 6:05 h.

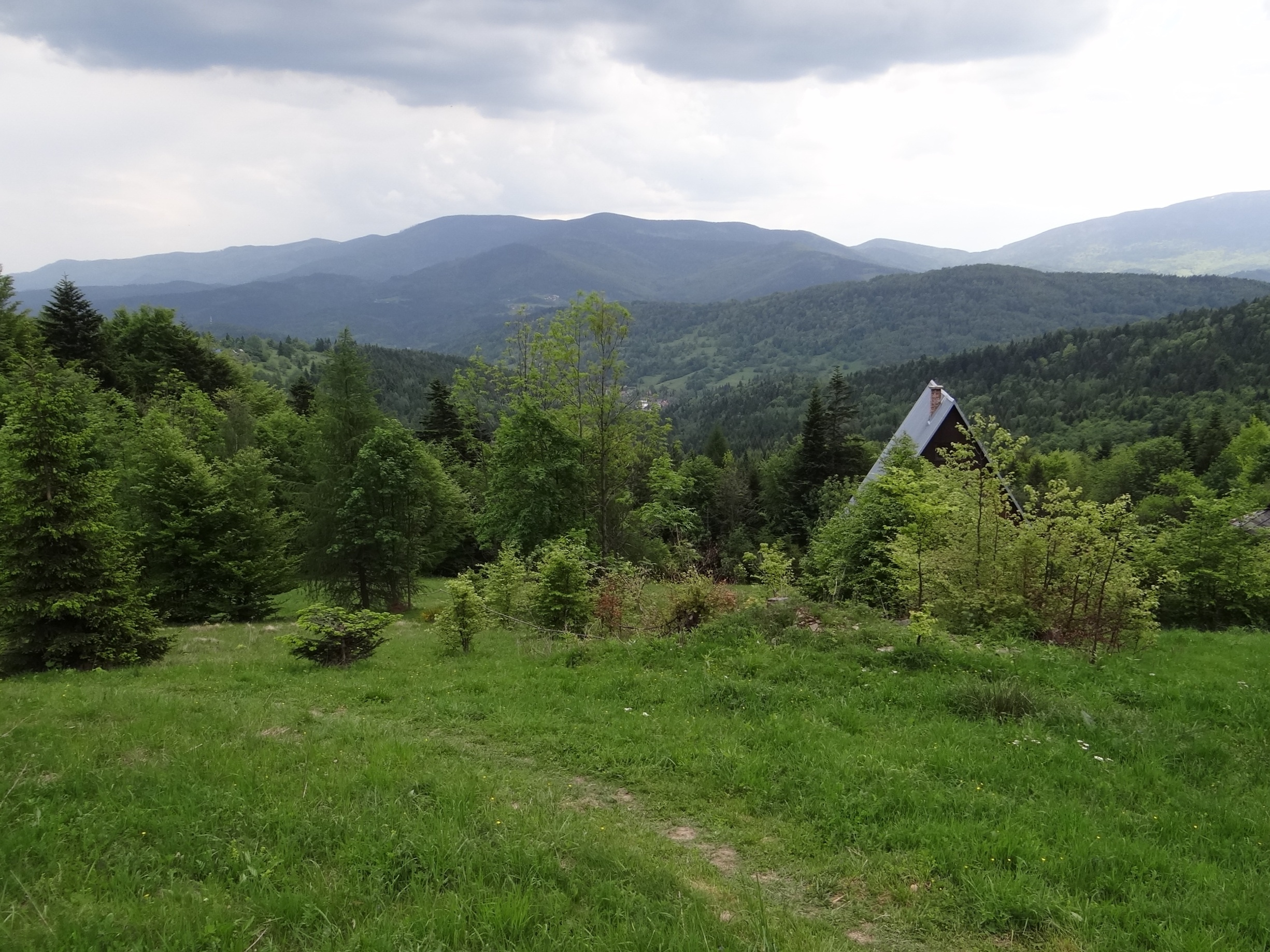
Opaczne i widok na Pasmo Policy